# 624
| [ Edytuj tabelę ]          |                             |
| Cesarz Bizancjum           | - 610 Herakliusz 641        |
| Cesarz Chin                | - 618 Tang Gaozu 626        |
| Król Essexu                | - 617 Sigeberht I Mały 653  |
| Król Franków               | - 584 Chlotar II 629        |
| Cesarz Japonii             | - 592 Suiko 628             |
| Król Kentu                 | - 616 Eadbald 640           |
| Patriarcha Konstantynopola | - 610 Sergiusz I 638        |
| Władca Korei               | - 618 Yŏngnyu 642           |
| Król Longobardów           | - 616 Adaloald 626          |
| Papież                     | - 619 Bonifacy V 625        |
| Król Persji                | - 590 Chosrow II Parwiz 628 |
| Król Wizygotów             | - 621 Swintila 631          |

Rok 624 / DCXXIV
stulecia: VI wiek ~
VII wiek ~
VIII wiek

lata: 614 «
619 «
620 «
621 «
622 «
623 «
624
» 625
» 626
» 627
» 628
» 629
» 634

## Wydarzenia
- Mahomet rozpoczął wojnę z Mekką.
- 17 marca – w bitwie pod Badr dowodzeni przez Mahometa medyńscy muzułmanie pokonali pozostających przy dawnych wierzeniach Kurajszytów z Mekki.
- Wizygoci wyparli ostatnich Bizantyjczyków z Półwyspu Iberyjskiego.